# Cane dei conigli di Minorca

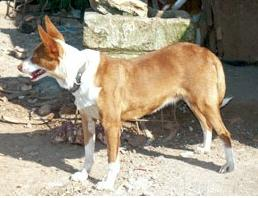
Ca de Conills de Minorca

Il cane dei conigli di Minorca in spagnolo Ca de Conills de Minorca o ca de conills o can de conejos de Menorca è un cane da caccia tipo podenco autoctona dell'isola di Minorca nelle Baleari in Spagna.

## Storia
La razza è all'inizio di un percorso di recupero, attualmente è seguita da un'Associazione locale: Associació de criadors i conservadors de Ca de conills de Menorca; ma non dalla Real Sociedad Canina de España (RSCE).

## Caratteristiche
È una razza di cane molto poco conosciuta e tipizzata; vi si possono trovare cani appartenenti a due morfo-tipi e taglie: la media da 53-63 cm e la piccola da 43 a 53 cm. I colori prevalenti sono l'arancione e il marrone, talvolta macchiati di bianco. 
Il pelo varia da fine e corto a ruvido o duro.
È un cane che usa per cacciare prevalentemente l'olfatto; è molto rustico e si adatta a qualsiasi terreno.